# Зинин, Борис Михайлович
Бори́с Миха́йлович Зи́нин (12 мая 1941, Минина Полянка, Котласский район, Архангельская область — 21 октября 2023, Астрахань) — российский военачальник, командующий Каспийской флотилией (1991—1996), вице-адмирал (1993).

## Биография
Родился 12 мая 1941 года в деревне Минина Полянка Котласского района Архангельской области. Окончил Архангельскую мореходную школу.
В 1967 году окончил Ленинградское высшее морское инженерное училище имени адмирала Макарова.
Проходил службу в дивизии речных кораблей Тихоокеанского флота.
После окончания в 1978 году Военно-морской академии продолжил службу на Дальнем Востоке в дивизии речных кораблей.
В 1985—1987 годах — командир 49-й Краснознамённой дивизии речных кораблей ТОФ.
В 1987 году был назначен начальником штаба Каспийской флотилии.
С марта 1991 года — командующий Каспийской флотилии. В сложных условиях после распада СССР Борис Михайлович последовательно и твёрдо отстаивал интересы России, что позволило сохранить Каспийскую флотилию в составе ВМФ РФ и создать пункт базирования флотилии в Астраханской области.
Уволен в 1996 году с правом ношения военной формы.
2012—2023 годы — ведущий инспектор Объединённого стратегического командования Южного военного округа — руководитель подгруппы «Астрахань». Активно занимался общественной деятельностью. Большое внимание уделял военно-патриотическому воспитанию молодежи.
Скончался 21 октября 2023 года в Астрахани.

## Награды
- Орден «За военные заслуги»
- Орден «За службу Родине в Вооружённых Силах СССР» 3 степени

- Медаль «За укрепление боевого содружества» (1996)
- Юбилейная медаль «Двадцать лет Победы в Великой Отечественной войне 1941—1945 гг.»
- Юбилейная медаль «300 лет Российскому флоту» (1996)
- Медаль «Адмирал Флота Советского Союза Н. Г. Кузнецов» (2004)
- Медаль «Адмирал Горшков» (2010)
- Медаль «Ветеран Вооружённых Сил СССР» (1990)[5]
- Юбилейная медаль «50 лет Вооружённых Сил СССР»
- Юбилейная медаль «60 лет Вооружённых Сил СССР»[6]
- Юбилейная медаль «70 лет Вооружённых Сил СССР» (1988)
- Медаль «За безупречную службу» I степени
- Медаль «За безупречную службу» II степени
- Медаль «За безупречную службу» III степени
- Медаль «Участнику контртеррористической операции на Кавказе»
- Знак отличия военнослужащих Северо-Кавказского военного округа «За службу на Кавказе» (2002)[7]
- Медаль «За ратную доблесть»
- орденом «За заслуги перед Астраханской областью»,
- орденом «Доблести»
- знаком «За верность Отечеству».
- звание «Почетный командующий Краснознамённой Каспийской флотилии»"
- звание «Почётный гражданин города Астрахани».

и др.